# Biblis Patera
La Biblis Patera è una struttura geologica della superficie di Marte.